# Ultrasonics Sonochemistry
Ultrasonics Sonochemistry is een internationaal, aan collegiale toetsing onderworpen wetenschappelijk tijdschrift op het gebied van de akoestiek en multidisciplinaire scheikunde. De naam wordt in literatuurverwijzingen meestal afgekort tot Ultrason. Sonochem. Het wordt uitgegeven door Elsevier en verschijnt 6 keer per jaar.